# 로메오 카스텔렌
로메오 에르빈 마리우스 카스텔렌(네덜란드어: Romeo Erwin Marius Castelen, 1983년 5월 3일 ~ )은 남아메리카 수리남에서 태어난 네덜란드 국적의 전직 축구 선수이다. 현역 시절 포지션은 오른쪽 윙어였다.

## 클럽 생활

### ADO 덴하흐
카스텔렌은 마지막으로 유소년 선수생활을 보낸 ADO 덴하흐에서 프로무대 데뷔를 가졌다. 당시 ADO 덴하흐는 네덜란드 2부 리그 에이르스터 디비시 소속이었으며, 카스텔렌은 첫 두 시즌을 모두 소화했다. 2002-03 시즌에 9골을 기록하며 팀에 기여했고, 그 시즌에 팀을 네덜란드 1부 리그 에레디비시로 올려놓았다.

카스텔렌은 2003년 8월 16일 RKC 발베이크와의 경기에서 에레디비시 데뷔 무대를 가졌다. 카스텔렌은 그 시즌 동안 단 여섯경기만을 제외하고 남은 모든 경기에 출장했다. 소속 팀은 15위를 기록하여 가까스로 강등을 면했다.

### 페예노르트
에레디비시 2004-05시즌이 시작하기 전, 카스텔렌은 네덜란드 명문 페예노르트로 이적하게 된다. 8월 15일 페예노르트에서 데뷔 경기를 가졌으며, 더 흐라프스합을 홈으로 불러들인 이 경기에서 골을 기록하며 팀에게 6-1 승리를 안겨주었다. 이적 후 첫 두 시즌 동안 카스텔렌은 19골을 기록했다. 카스텔렌은 팀에 빠르게 녹아들어 살로몬 칼루 그리고 디르크 카위트와 함께 페예노르트 공격진 구성원으로 자리잡았다.

그러나 에레디비시 2006-07시즌 발목 부상이 일어나면서 단 12경기를 출전하고 1골을 기록하는 데에 그쳤다. 페예노르트는 그 시즌을 7위로 마감했다.

### 함부르거 SV
에레디비시 2006-07시즌이 끝나고 카스텔렌은 자유계약(FA) 신분이 되었다. 지오반니 판 브롱크호르스트와 로이 마카이와 같은 구단의 대스타들도 재계약을 이어나갔기에 카스텔렌은 잔류여부를 고민했으나, 2007년 7월 결국 독일 분데스리가의 함부르거 SV와의 4년 계약에 합의하게 된다.

카스텔렌은 2007년 8월 11일 하노버 96과의 경기에 후반전에 교체출전하여 7분 동안 그라운드를 누비면서 분데스리가에 데뷔하게 되었다. 그러나 지속적인 부상이 그의 발목을 잡았고, 2012년 6월 함부르거 SV와의 계약이 만료되었다.

### 이후 선수 생활
함부르거 SV와의 계약 종료 이후, 카스텔렌은 약 8개월 간의 공백기를 가졌다. 2013년 2월 15일 러시아 프리미어리그의 FC 볼가 니즈니노브고로드와 단기계약을 맺었고, 같은 해 6월 자유계약(FA) 신분으로 풀려났다.

2013년 7월 3일 카스텔렌은 고국으로 돌아오게 되고, 그의 에레디비시 데뷔전 상대였던 RKC 발베이크와 계약을 맺게 되었다. RKC에서 한 시즌을 소화한 이후, 카스텔렌은 호주 A리그 멘 클럽 웨스턴 시드니 원더러스 FC와 2년 계약을 맺고 이적에 합의하였다. 이적 후 얼마 지나지 않아 AFC 챔피언스리그 2014의 챔피언의 일원이 되었다. FIFA 클럽 월드컵 2014 5, 6위 결정전에서 알제리의 ES 세티프를 상대로 골을 기록했다.

A리그 멘 2015-16시즌 동안 카스텔렌은 정규리그에서 4골을 기록했다. A리그 멘 그랜드 파이널 브리즈번 로어 FC와의 준결승전 경기에서 카스텔렌은 해트트릭을 기록했으며, 팀의 5-4 승리를 이끌었다. 2016년 5월 5일 웨스턴 시드니 원더러스와의 계약이 종료되었다.

2016년 7월 14일 카스텔렌은 대한민국 K리그 클래식의 수원 삼성 블루윙즈와 계약을 맺었다. 그의 첫번째 시즌인 K리그 클래식 2016에서는 많은 기회를 부여받지는 못했고, 아쉬움 속에 시즌을 마무리 지었다.

## 국가대표 생활
페예노르트에서 활약하고 있을 당시, 네덜란드 축구 국가대표팀의 수장 마르코 판 바스텐의 눈에 띄어 국가대표팀에 발탁되었다. 2004년 8월 18일 스웨덴과의 친선경기에 선발 출장하며 국가대표팀 데뷔전을 가졌다. 2005년 3월 3일 아르메니아와의 2006년 FIFA 월드컵 유럽 지역 예선 경기에서 국가대표팀 데뷔골을 기록하였다. 그러나 부상의 악재로 인해 2006년 FIFA 월드컵의 네덜란드 대표팀 명단에 들지 못했다.

## 그 외
1989년 수리남 항공 (항공기 PY764)의 추락사고로 인해 카스텔렌은 어머니와 자매를 잃었다.

## 기록
| 클럽 기록   | 클럽 기록   | 클럽 기록           | 리그 | 리그 | 컵        | 컵        | 대륙대회 | 대륙대회 | 기타 | 기타 | 총합 | 총합 |
| 시즌        | 소속        | 리그                | 출장 | 득점 | 출장      | 득점      | 출장     | 득점     | 출장 | 득점 | 출장 | 득점 |
| 네덜란드    | 네덜란드    | 네덜란드            | 리그 | 리그 | KNVB 컵   | KNVB 컵   | 유럽     | 유럽     | 기타 | 기타 | 총합 | 총합 |
| ----------- | ----------- | ------------------- | ---- | ---- | --------- | --------- | -------- | -------- | ---- | ---- | ---- | ---- |
| 2000-01     | ADO 덴하흐  | 에이르스터          | 3    | 0    | 0         | 0         | –        | –        | –    | –    | 3    | 0    |
| 2001-02     | ADO 덴하흐  | 에이르스터          | 28   | 7    | 4         | 1         | –        | –        | 0    | 0    | 32   | 8    |
| 2002-03     | ADO 덴하흐  | 에이르스터          | 24   | 9    | 3         | 2         | –        | –        | –    | –    | 27   | 11   |
| 2003-04     | ADO 덴하흐  | 에레디비시          | 28   | 4    | 1         | 0         | –        | –        | –    | –    | 29   | 4    |
| 2004-05     | 페예노르트  | 에레디비시          | 30   | 10   | 3         | 0         | 7        | 0        | –    | –    | 40   | 10   |
| 2005-06     | 페예노르트  | 에레디비시          | 23   | 9    | 0         | 0         | 2        | 0        | 1    | 0    | 35   | 9    |
| 2006-07     | 페예노르트  | 에레디비시          | 12   | 1    | 0         | 0         | 0        | 0        | 2    | 1    | 14   | 2    |
| 독일        | 독일        | 독일                |      |      | DFB 포칼  | DFB 포칼  | 유럽     | 유럽     | 기타 | 기타 | 종합 | 종합 |
| 2007-08     | 함부르크    | 분데스리가          | 13   | 0    | 0         | 0         | 4        | 1        | –    | –    | 17   | 1    |
| 2008-09     | 함부르크    | 분데스리가          | 0    | 0    | 0         | 0         | 0        | 0        | –    | –    | 0    | 0    |
| 2009-10     | 함부르크    | 분데스리가          | 2    | 1    | 0         | 0         | 1        | 0        | –    | –    | 3    | 1    |
| 2010-11     | 함부르크    | 분데스리가          | 0    | 0    | 0         | 0         | 0        | 0        | –    | –    | 0    | 0    |
| 2011-12     | 함부르크    | 분데스리가          | 2    | 0    | 0         | 0         | 0        | 0        | –    | –    | 2    | 0    |
| 러시아      | 러시아      | 러시아              | 리그 | 리그 | 러시아 컵 | 러시아 컵 | 유럽     | 유럽     | 기타 | 기타 | 총합 | 총합 |
| 2012-13     | 볼가        | 러시아 프리미어리그 | 2    | 0    | 0         | 0         | –        | –        | –    | –    | 2    | 0    |
| 네덜란드    | 네덜란드    | 네덜란드            | 리그 | 리그 | KNVB 컵   | KNVB 컵   | 유럽     | 유럽     | 기타 | 기타 | 총합 | 총합 |
| 2013-14     | RKC         | 에레디비시          | 0    | 0    | 0         | 0         | 0        | 0        | –    | –    | 0    | 0    |
| 호주        | 호주        | 호주                | 리그 | 리그 | N/A       | N/A       | 아시아   | 아시아   | 기타 | 기타 | 총합 | 총합 |
| 2014-15     | WSW         | A리그 멘            | 16   | 2    | –         | –         | 2        | 0        | –    | –    | 18   | 2    |
| 2015-16     | WSW         | A리그 멘            | 28   | 7    | –         | –         | 0        | 0        | –    | –    | 28   | 7    |
| 대한민국    | 대한민국    | 대한민국            | 리그 | 리그 | FA컵      | FA컵      | 아시아   | 아시아   | 기타 | 기타 | 총합 | 총합 |
| 2016        | 수원 삼성   | K리그 클래식        | 5    | 0    | 0         | 0         | 0        | 0        | –    | –    | 5    | 0    |
| 중국        | 중국        | 중국                | 리그 | 리그 | 중국 FA컵 | 중국 FA컵 | 아시아   | 아시아   | 기타 | 기타 | 총합 | 총합 |
| 2017        | 저장 이텅   | 중국 갑급리그       | 23   | 3    | 0         | 0         | –        | –        | –    | –    | 23   | 3    |
| 총합        | 네덜란드    | 네덜란드            | 148  | 40   | 11        | 3         | 9        | 0        | 3    | 1    | 171  | 44   |
| 총합        | 독일        | 독일                | 17   | 1    | 0         | 0         | 5        | 1        | –    | –    | 22   | 2    |
| 총합        | 러시아      | 러시아              | 2    | 0    | 0         | 0         | –        | –        | –    | –    | 2    | 0    |
| 총합        | 호주        | 호주                | 44   | 9    | 0         | 0         | 2        | 0        | –    | –    | 51   | 9    |
| 총합        | 대한민국    | 대한민국            | 5    | 0    | 0         | 0         | 0        | 0        | –    | –    | 5    | 0    |
| 총합        | 중국        | 중국                | 23   | 3    | 0         | 0         | –        | –        | –    | –    | 23   | 3    |
| 커리어 통산 | 커리어 통산 | 커리어 통산         | 239  | 53   | 11        | 3         | 16       | 1        | 3    | 1    | 266  | 58   |

## 수상

### 클럽

#### 수원 삼성 블루윙즈
- FA컵
  - 우승 1회 : 2016